# Регистарске ознаке у Норвешкој
Садашње регистарке таблице у Норвешкој састоје се од два црна слова и четири црна броја на белој позадини. Са леве стране се налази плава трака, где се налази ознака „N“, а изнад ње застава Норвешке. Свака таблица је правни документ који истовремено идентификује возило и дозвољава његову употребу, и биће враћен органу за регистрацију када возило више није у употреби.

## Историја
Први регистри моторних возила били су посебни регионални регистри са сопственим бројевним серијама. До 1913. године управа саобраћаја на путевима била је заједничка. У градским општинама саобраћај је био регулисан статутима полиције. Начелник полиције је доделио значку и водио регистар. Изван откупних места, окружни одбор је доносио подзаконске акте за коришћење путева. Срески комесар је додељивао знаке разликовања и водио регистар за свој срез.
Први прописи у Норвешкој у вези са употребом моторних возила и захтевима за идентификационе ознаке донели су одлуку окружног одбора за округ Кристијан 22. марта 1899. Још седам округа (Акерсхус, Хедемаркенс, Бускеруд, Братсбергс, Сондре и Нордре Бергенхус, Ромсдалс) донели су одговарајуће одлуке између 12. априла 1899. и 12. јуна 1899. Одлуке су потврђене 2. септембра 1899. године. 
Од 1. априла 1900. до 31. марта 1913. године у употреби су биле  регистарске таблице само са цифрама. Садржале су црне са цифре и име покрајине/града на белој позадини. Данас постоји само неколико возила која су задржала такве таблице.
Од 1. априла 1913. до 31. марта 1971. године коришћено је само једно слово. Од 1958. у Ослу је била у употреби додатна серија са 6 цифара у 3 групе. Возила направљена пре од 1971. године су могла користити једнословне таблице по избору тренутног власника. Једном изабране, регистарске таблице прате возило. Уобичајена пракса је да се користе најраније познате или доступне једнословне таблице на којима је аутомобил регистрован.

## Дизајн

### A – Бела таблица, црни знакови
За аутомобиле, камионе и аутобусе, опорезовани и способни за вожњу јавним путевима. Мотоцикли, мопеди и приколице имају таблице са два слова и четири цифре.
| N | DA 12345 |

| N | DA 1234 |

### B – Црне таблице, жути знакови
Ове таблице користе сва возила која су одобрена и која се сматрају безбедним, али никада не возе на јавним путевима. Возила регистрована на Свалбарду такође користе ове таблице, јер према Уговору са Свалбарда, национални порези не могу да се наплаћују на Свалбарду.
| DJ 45765 |

### C – Црне таблице, бели знакови
Ове таблице користе такмичарски аутомобили. Возило се може легално возити на путу до и са тренинга и догађаја. Осигурање и путна такса се морају платити, али нема увозне таксе на нова возила.
| АА 12345 |

### D – Наранџасте таблице, црни знакови
Ове таблице користе војни аутомобили, камиони, аутобуси и тенкови.
| 00 | 12345 | 00 |

### H – Црвене таблице, црни знакови
| DA 12 |

### F – Плаве таблице, жути знакови
Ово су таблице дипломатског кора; користе се на службеним аутомобилима страних амбасада и конзуларних служби. Ове таблице увек користе префикс CD.
| CD 12345 |

| CD 1234 |

### G – Црвене таблице, бели знакови
Дилер таблице. Ове таблице се додељују ауто кућама и користе се за превоз или пробну вожњу.
| DA 12 |

Налепнице које се користе за превожење или тестирање нерегистрованих али исправних возила. Датум издавања је одштампан са десне стране матичног броја. 

### I – Наранџаста плоча, црвена штампа
Ове таблице се користе за војне тестове. На њима се налазе црвени знакови. FMU представља „Forsvarsmuséet“  (Музеј оружаних снага) или T-U - „Test og utviklingг“ (тестирање и развој).
| T-U 001 |

| FMU 001 |

### J – Беле таблице, црни знакови, црвене маргине
Ове таблице су извозне и туристичке таблице. Не садрже слова, само бројеве. Лево и десно су црвене мергине са месецом/годином истека исписана вертикално.

## Трага националности
Таблице произведене после 1. новембра 2006. имају траку националности на левом крају. Ова трака је плава са националном заставом Норвешке и међународним регистарским кодом возила „N“, у сличном формату као што су многе земље централне Европе користиле пре него што су постале чланице ЕУ. 

## Производња регистарских таблица
Производња регистарских таблица је контролисана од стране власти. Таблице се добијају када се прихвати пријава за регистрацију. Ако су таблице украдене, нове неће бити издате док се не заврши полицијски увиђај. Таблице скоро свих врста, раније су се производиле од алуминијума. У периоду од 1. јануара 2009. до 31. децембра 2011. плоче су направљене од пластике. Ове таблице су биле много јефтиније. Имали су провидни пластични слој на врху слоја са натписом, који је био посебно склон ломљењу при удару током хладног времена. Ово је, поред већих трошкова рециклаже пластике у односу на алуминијум, довело до престанка коришћења пластичних плоча у корист алуминијумских од 1. јануара 2012. године, али по истој цени као и пластичне таблице. 
| Локација      | Округ                | Регистарске ознаке                                                                  |
| ------------- | -------------------- | ----------------------------------------------------------------------------------- |
| Аскер и Берум | Viken                | BL BN BP BR BS BT BU BV BX BY BZ CA CB                                              |
| Драмен        | Viken                | KE KF KH KJ KK KL KN KP KR KS                                                       |
| Дребак        | Viken                | BC BD BE BF BH BJ BK                                                                |
| Гол           | Viken                | KB KC KD                                                                            |
| Хафслунд      | Viken                | AD AR AS AT AU AV AW DW FL ES                                                       |
| Халден        | Viken                | AA AB AC                                                                            |
| Хенефос       | Viken                | JU JV JX JY JZ KA                                                                   |
| Јесхајм       | Viken                | CV CX CY CZ CU                                                                      |
| Конгсберг     | Viken                | KT KU KV KX KY                                                                      |
| Лилстром      | Viken                | CC CE CF CH CJ CK CL CN CP CR CS CT CU                                              |
| Мос           | Viken                | AX AY AZ BA                                                                         |
| Мисен         | Viken                | AJ AK AL AN AP FN BW                                                                |
| Сарпсбор      | Viken                | AE AF AH                                                                            |
| Осло          | Oslo                 | DA DB DC DD DE DF DH DJ DK DL DN DP DR DS DT DU DV DX DY DZ EA EF EH EJ EN EP ER EU |
| Елверум       | Innlandet            | HB HC HD HE HA FZ                                                                   |
| Фајернес      | Innlandet            | JR JS JT                                                                            |
| Јевик         | Innlandet            | JC JD JE JF JH JJ JK JL JN JP                                                       |
| Хамар         | Innlandet            | FS FT FU FV FX FY FZ FW ET                                                          |
| Конгсвигер    | Innlandet            | HJ HK HL HN HP HR                                                                   |
| Лилехамер     | Innlandet            | HS HT HU HV HX FB                                                                   |
| Ота           | Innlandet            | HZ JA JB                                                                            |
| Тинсет        | Innlandet            | HF HH                                                                               |
| Хорнет        | Vestfold og Telemark | KZ LA LB LC LD                                                                      |
| Ларвик        | Vestfold og Telemark | LS LT LU LV LX LZ NA NB NC                                                          |
| Нотоден       | Vestfold og Telemark | NV NX NY NZ                                                                         |
| Рјукан        | Vestfold og Telemark | PA PB                                                                               |
| Сандефјорд    | Vestfold og Telemark | LY NA                                                                               |
| Шијен         | Vestfold og Telemark | ND NE NF NH NJ NK NL NN NP NR NT NU                                                 |
| Тенсберг      | Vestfold og Telemark | LH LJ LK LL LN LP LR LD                                                             |
| Арендел       | Agder                | PC PD PE PF PH PJ PK                                                                |
| Флекефјорд    | Agder                | RA RB                                                                               |
| Кристијансанд | Agder                | PN PP PR PS PT PU PV PW                                                             |
| Мандал        | Agder                | PX PY PZ RC RD                                                                      |
| Сетесдал      | Agder                | PL LF                                                                               |
| Ејерсунд      | Rogaland             | RZ SA SB                                                                            |
| Хавесунд      | Rogaland             | SC SD SE SF SH SJ SK SL                                                             |
| Ставангер     | Rogaland             | RE RF RH RJ RK RL RN RP RR RS RT RU RV RX RY RW                                     |
| Берген        | Vestland             | SN SP SR SS ST SU SV SX SY SZ TA TB TC TD TE HW                                     |
| Форде         | Vestland             | TV TX TY TZ                                                                         |
| Нордфјордид   | Vestland             | UA UB                                                                               |
| Ода           | Vestland             | TS TT TU                                                                            |
| Согндал       | Vestland             | UC UD                                                                               |
| Сторд         | Vestland             | TL TN TP TR                                                                         |
| Вос           | Vestland             | TF TH TJ TK                                                                         |
| Кристијансунд | Møre og Romsdal      | UX UY UZ VA                                                                         |
| Молде         | Møre og Romsdal      | UR US UT UU UV                                                                      |
| Сундалсора    | Møre og Romsdal      | VB VC                                                                               |
| Орста         | Møre og Romsdal      | UN UP BB                                                                            |
| Олесунд       | Møre og Romsdal      | UE UF UH UJ UK UL                                                                   |
| Брекстадт     | Trøndelag            | XA XB XC                                                                            |
| Левангер      | Trøndelag            | XK XL VW                                                                            |
| Намсос        | Trøndelag            | XR XS XT XU                                                                         |
| Оркдал        | Trøndelag            | VX VY VZ                                                                            |
| Стинкјер      | Trøndelag            | XD XE XF XH XJ XW                                                                   |
| Стјордал      | Trøndelag            | XN XP YW                                                                            |
| Сторен        | Trøndelag            | VS VT                                                                               |
| Тромдхејм     | Trøndelag            | FP VD VE VF VH VJ VK VL VN VP VR VS VU VV NW                                        |
| Бодо          | Nordland             | YE YF YH YJ FD EZ                                                                   |
| Фауске        | Nordland             | YK YL                                                                               |
| Мо и Рана     | Nordland             | YA YB YC YD                                                                         |
| Мосјен        | Nordland             | XV XX XY XZ FA                                                                      |
| Нарвик        | Nordland             | YN YP YR YS                                                                         |
| Сортланд      | Nordland             | YU YV YX                                                                            |
| Сволвер       | Nordland             | YT YY                                                                               |
| Алта          | Troms og Finnmark    | ZT ZU ZV ZY ZW UW                                                                   |
| Финснес       | Troms og Finnmark    | ZD ZF ZJ EX                                                                         |
| Хамерфест     | Troms og Finnmark    | ZX FF EX                                                                            |
| Харстадт      | Troms og Finnmark    | YZ ZA ZB TW                                                                         |
| Ћирћенес      | Troms og Finnmark    | ZS EY                                                                               |
| Лакселв       | Troms og Finnmark    | ZZ CW                                                                               |
| Сторслет      | Troms og Finnmark    | FK SW                                                                               |
| Тромсе        | Troms og Finnmark    | ZC ZE ZH ZK ZL FC                                                                   |
| Вадсо         | Troms og Finnmark    | FR ZP ZR LE                                                                         |
| Свалбард      | Troms og Finnmark    | ZN FH                                                                               |